# تپه پورشریف
تپه پورشریف مربوط به دوره ساسانیان است و در شهرستان فسا، بخش شیبکوه، دهستان فدشکویه، روستای سنان، منطقه انجیره (کنکان)، جنوب شرق تلمبه کهنه واقع شده و این اثر در تاریخ ۲۶ اسفند ۱۳۸۶ با شمارهٔ ثبت ۲۱۸۷۲ به‌عنوان یکی از آثار ملی ایران به ثبت رسیده است.